# Ent
Pour les articles homonymes, voir ENT.

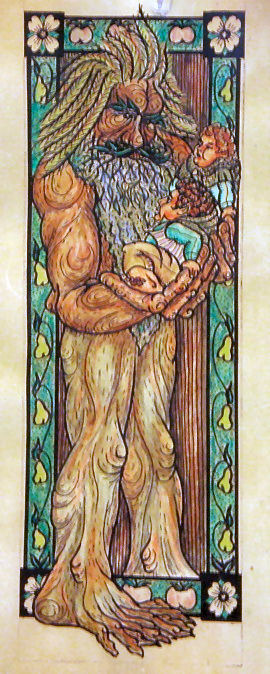
Sylvebarbe, Merry et Pippin

Les Ents (Onodrim ou Enyd en sindarin) sont des créatures de fiction de l'univers de la Terre du Milieu, dans l’œuvre de l'écrivain britannique J. R. R. Tolkien. Ce sont les esprits de la forêt, à l'apparence d'arbres, qui font probablement partie des peuples les plus anciens de la Terre du Milieu. Leur nom provient du vieil anglais, où le terme ent désigne un « géant », dans le sens d'une race mystérieuse à laquelle on attribuait toutes sortes de constructions antiques gigantesques.

## Histoire
Les Ents sont créés par Ilúvatar grâce à une suggestion de Yavanna, créatrice des choses qui poussent, attristée de voir ses enfants ne pas pouvoir se défendre contre les autres peuples de la Terre du Milieu. Quoique n'étant pas des guerriers, ils ont pour rôle de protéger les forêts de la Terre du Milieu des Orques et des autres créatures envahissantes. Cependant, à la fin du Troisième Âge, les Ents ne subsistent plus que dans la Forêt de Fangorn (à la frontière du Royaume de Rohan). Ils ne prennent pas de décisions rapides et sont lents de tempérament, mais peuvent être des adversaires redoutables, comme le montre leur attaque sur l'Isengard, qui réduit à néant les forces de Saruman (Saroumane).

## Langue
La langue entique est différente de toutes les autres : lente, sonore, répétitive et très nuancée, si bien que personne d'autre que les Ents ne peut la parler ; étant très longue[pas clair], les Ents la parlent aussi très peu entre eux. Les Elfes ont appris aux Ents leur langue afin de pouvoir communiquer avec eux. Les Ents, très doués dans l'apprentissage de toute langue, montrent une affection particulière pour le quenya. 

## Caractéristiques
L'aspect des Ents peut varier de manière considérable selon l'essence d'arbre à laquelle ils s'identifient. On peut néanmoins observer certaines constantes physiques, telles que la peau pareille à de l'écorce, et la barbe ou la chevelure semblables à des rameaux de branches broussailleuses. Les plus jeunes d'entre eux semblent présenter des caractéristiques moins végétales, à l'exemple des lèvres rouges de l'impétueux Primebranche.

## Représentants
Outre Sylvebarbe (Treebeard en anglais, Barbebois dans une nouvelle traduction), l'Ent le plus connu de l'œuvre de Tolkien, il existe un certain nombre d'Ents nommés.
Les trois plus vieux Ents de la Terre du Milieu sont Fangorn (Sylvebarbe), Finglas (Bouclefeuilles, Leaflock, Bouclesfeuilles dans l'ancienne traduction) et Fladrif (Vivécorce, Skinbark, Peaurude). À la fin du Troisième Âge, Finglas, devenu somnolent, ne se déplace plus guère et ressemble de plus en plus à un véritable arbre. Fladrif demeure à l'ouest de l'Isengard, et lorsque Saruman (Saroumane) accroît sa puissance, il est blessé par des Orques, qui coupent en nombre ses arbres favoris. Il se retranche sur les sommets, parmi les bouleaux, et refuse d'en descendre, même lorsque les Ents partent en guerre contre l'Isengard.
Deux autres Ents sont nommés : Osfayard (Beechbone, Osdehétu), tué par le feu durant l'attaque d'Orthanc, et Bregalad (Primebranche, Quickbeam, Vifsorbier), qui s'occupe de Pippin et Merry durant le Cercle des Ents. C'est un jeune Ent au caractère précipité[pas clair], ce qui lui vaut son nom. Lors de l'attaque de l'Isengard, Saruman (Saroumane) manque d'être happé et étranglé par Primebranche, furieux.

## Les Ents-femmes
Contrairement aux Ents mâles, qui aimaient les forêts, les Ents-femmes préféraient les champs et les arbres fruitiers : si les premiers étaient attachés à Oromë, les secondes l'étaient à Yavanna. C'est pour cette raison qu'elles quittèrent la forêt de Fangorn et s'installèrent dans les environs des Méandres de l'Anduin. Elles y installèrent de sublimes jardins et y apprirent l'agriculture aux Hommes. Au cours du Troisième Âge, les Ents mâles cherchèrent vainement à retrouver les Ents-femmes. Sans elles, ils ne pouvaient plus produire d'Entiges (Entings en anglais,  « Entures » dans l'ancienne traduction), leurs « enfants », et leur population stagna puis se mit à décroître irrévocablement.
Le devenir des Ents-femmes n'est pas précisé dans Le Seigneur des anneaux. Dans une lettre, Tolkien émet l'hypothèse que leurs jardins et elles auraient été détruits durant la guerre de la Dernière Alliance, Sauron cherchant à pratiquer la tactique de la terre brûlée pour entraver l'avancée de l'Alliance.
Une seule Ent-femme est citée dans l'œuvre de Tolkien : Fimbrethil (Mincetige, Wandlimb, Membrejonc).

## Huorns
Les Huorns sont des Ents qui sont presque retournés à l'état sauvage (à l'état d'arbres), quant à l'aspect au moins.
Ils restent observateurs, silencieux, guettant ce qui se passe tout autour d'eux. Ils sont très nombreux. Il est parfois difficile de les voir bouger, mais ils peuvent le faire très rapidement, et s'entourer d'ombres ou de brumes s'ils le désirent. Ils peuvent communiquer avec les Ents. Ils sont méfiants, sauvages, et peuvent se révéler très dangereux. Les autres Ents doivent tout le temps les surveiller. Si certains Huorns ont peut-être un cœur véritablement mauvais, tel le Vieil Homme-Saule de la Vieille Forêt, la plupart ne sont pas véritablement mauvais, mais farouches et hostiles envers les êtres marchant sur deux pattes, et ils détestent les Orques.
Pendant la guerre de l'Anneau, ils suivent les Ents, puis vont vers le sud, pour s'occuper des Orques. Au matin, ils forment une véritable forêt près de la Gorge de Helm, dont aucun Orque ne réchappe.

## Adaptations

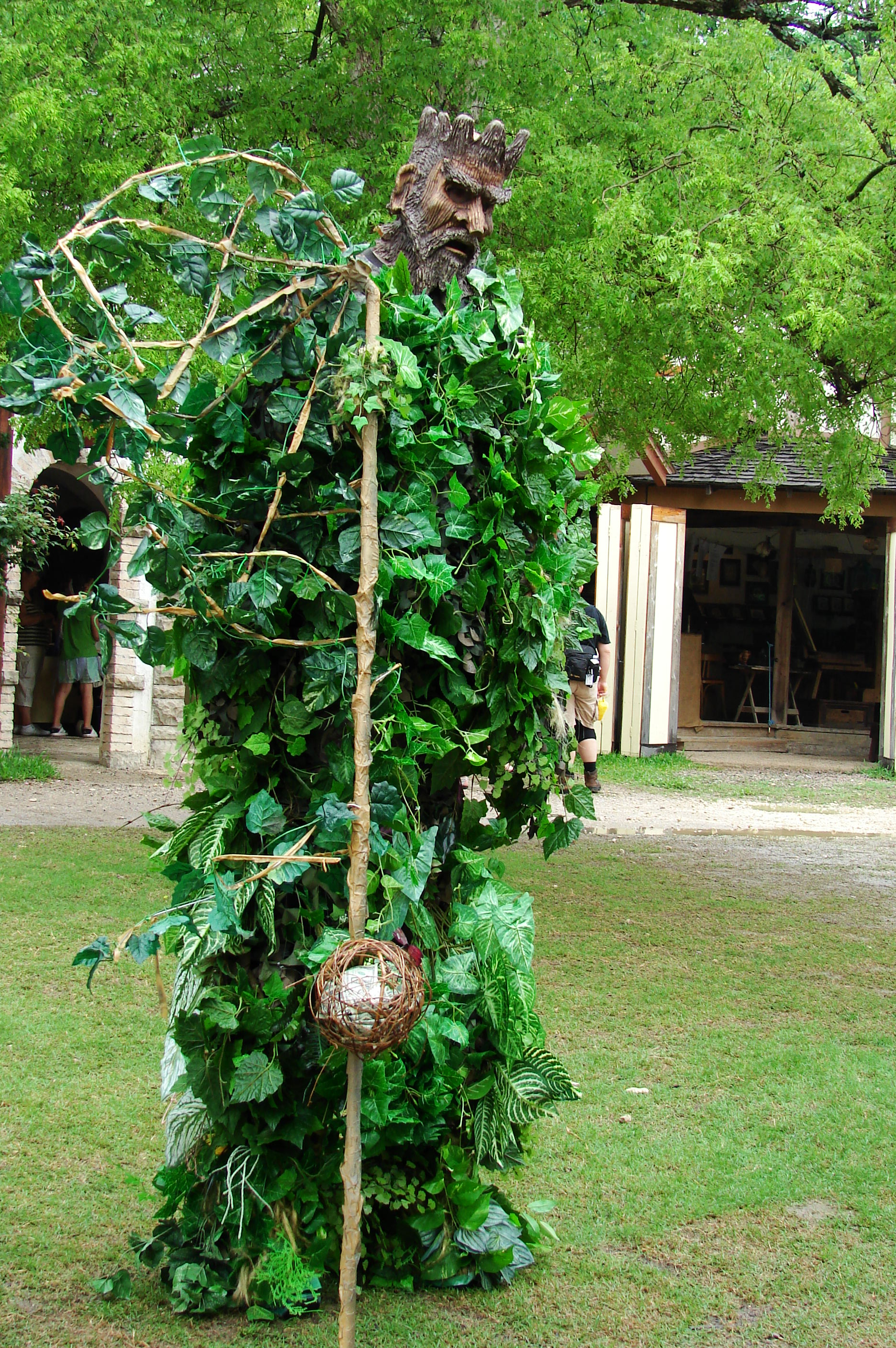
Un déguisement d'Ent au Scarborough Renaissance Festival